# ヘルメスとヘルセ、アグラウロス
『ヘルメスとヘルセ、アグラウロス』（伊: Ermete, Erse e Aglauro, 英: Hermes, Herse and Aglauros）は、イタリアのルネサンス期のヴェネツィア派の画家パオロ・ヴェロネーゼが1576年から1584年に制作した絵画である。油彩。主題はオウィディウスの『変身物語』で語られている伝令神ヘルメス（ローマ神話のメルクリウス）とアテナイ王女ヘルセの恋の物語から取られている。 神聖ローマ皇帝ルドルフ2世、スウェーデン女王クリスティーナ、オルレアン公フィリップ2世のコレクションに属していたことが知られており、現在はケンブリッジにあるケンブリッジ大学付属のフィッツウィリアム美術館に所蔵されている。

## 主題
神話によるとアテナイの初代の王ケクロプスにはヘルセ、パンドロソス、アグラウロスの3人の娘がいた。オウィディウスの『変身物語』によると、彼女たちは女神アテナから後にアテナイ王となる幼児エリクトニオスの入った箱を預けられ、中を見てはならないと厳命されたうえで保管するよう言いつけられた。ヘルセとパンドロソスは忠実に箱を預かっていたが、アグラウロスだけは中身を見た。後にヘルメスがアテナイの乙女たちの行列に参加しているヘルセに恋をして訪ねて来たとき、アグラウロスは恋の仲立ちをすると言って黄金をせしめ、ヘルメスを追い返した。それを知ったアテナはアグラウロスを罰するため「嫉妬」に命じてアグラウロスにヘルセに対する嫉妬を起させた。このためアグラウロスはヘルメスが再びやって来るとヘルセーの部屋の扉の前に座り込んで神を入らせまいとしたが、ヘルメスはケリュケイオンで扉を開けた。またアグラウロスを嫉妬心のために黒色に染まった石像に変えた。ヘルセとヘルメスとの間にはケパロスが生まれたと伝えられている。

## 作品

『アドニスを悼むヴィーナス』。本作品の対作品である可能性がある。スウェーデン国立美術館所蔵。

ヴェロネーゼはアテナイ王女ヘルセの部屋の前に座り込むアグラウロスを石に変え、ヘルセの室内に入るヘルメスを描いている。画面左端に立つ神の視線はアグラウロスを見下ろし、ケリュケイオンで彼女の肩を打っている。アグラウロスはいまだ石と化しておらず、左腕をヘルメスの身体に伸ばしながら神を見上げている。画面右で室内で机の前に座るヘルセは神の乱入に驚きもせず、2人の様子を冷静に眺めている。彼女の足元には1匹の小型犬（スパニエル）が立ち上がってヘルメスを威嚇し、さらにその右側の床の上に一輪の純白の花が置かれている。机の上には弦楽器のヴィオール、赤、ピンク、白の花が活けられた小さな花瓶、果物が盛られた器、楽譜、ぼかして描かれたしゃがんでいるように見える黄金の像が置かれている。そしてその像を覆い隠すような形でピンクのカーテンが画面を斜めに横切っている。ヘルセの背後の壁には壁龕があり、1体の黄金の女性の立像が収められている。画面右端に開口部があり、青空と緑の木々が見える。ヴェロネーゼのサインは欄干で囲まれたテラスへと通じる一段高い床の石材部分に碑文として書き込まれている。
オウィディウスはヘルメスがヘルセに恋をした経緯を語っているが、その恋がどうなったのかは語っていない。しかしヴェロネーゼは絵画の中のヘルセが神と関係を持ったことをいくつかの描写で仄めかしている。たとえば床の上に置かれた純白の花はおそらくこの後彼女が処女を喪失することを暗示しており、それと呼応するかのように彼女の衣服は乱れ、左胸と膝が露出している。この点について興味深いのは机の上に配置された黄金の像である。この像は女性の上半身と山羊の脚を合わせ持っていることから女性のサテュロスと考えられるが、サテュロスは古代より抑制のできない欲望を象徴しているため、同様にヘルセの処女喪失を暗示していると解釈できる。ヴェロネーゼはしばしばサテュロスを描いているが、女性のサテュロスが絵画で描かれることはあまり一般的ではない。これに対して、ヘルセの背後に立つ像は全身を衣服で包んだ慎ましい姿をしており、好色なサテュロス像から顔を背けている。
ヴェロネーゼは絵画の中で豊満な女性の肌、衣服やカーテン、テーブルクロスなどの生地はもちろん、建築要素に現れている種々の大理石の石材、彫像の金、ヴィオールに用いられている木材、花々、小型犬の毛並みといった、豊富な質感を見事に描写している。これらは現在でも称賛されているヴェロネーゼの装飾技術を雄弁に物語ると同時に、当時のヴェネツィアの豊かさを反映している。
翼のある帽子と神杖ケリュケイオンを持つヘルメスの姿は典型的なものだが、 口髭が描かれているのは珍しく、肖像画である可能性が指摘されている。

## 来歴

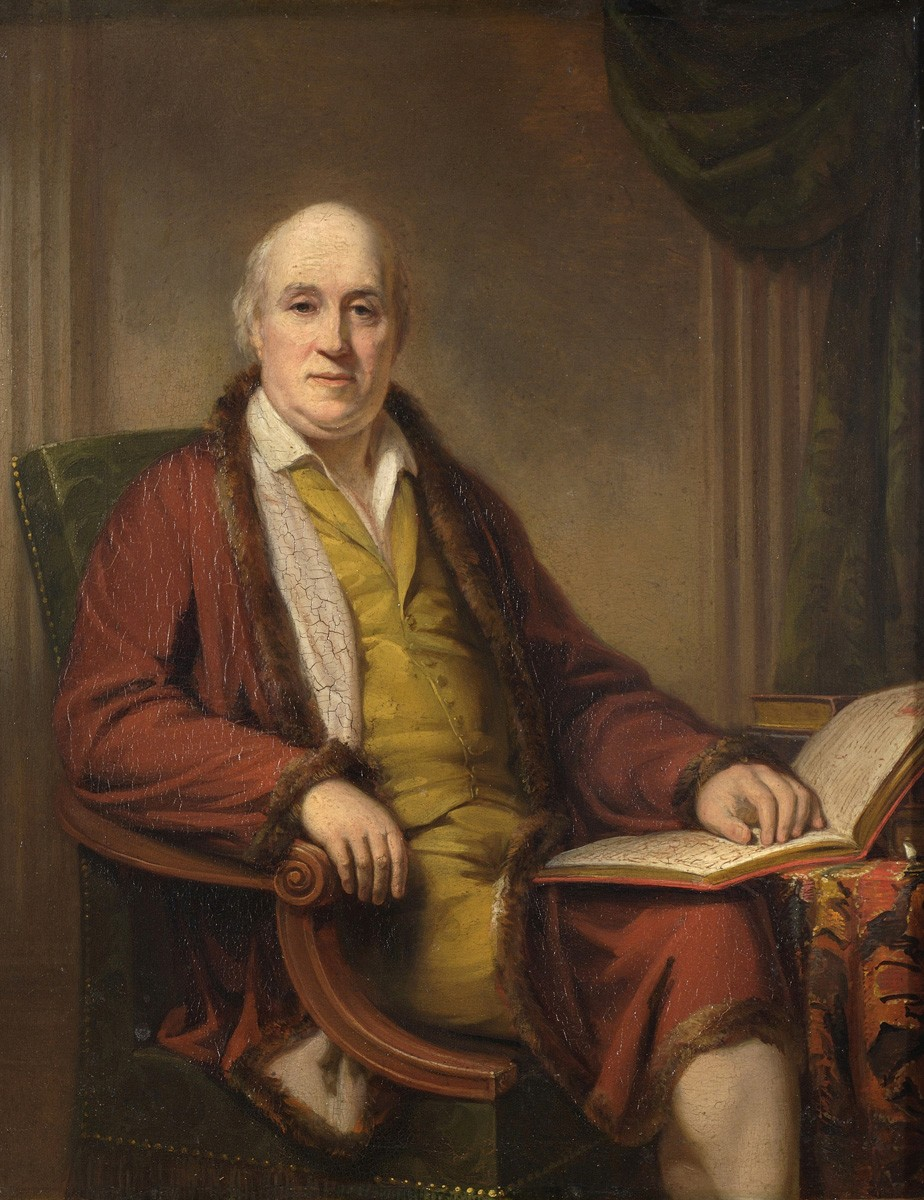
第7代フィッツウィリアム子爵リチャード・フィッツウィリアム。

本作品はメトロポリタン美術館の『キューピッドによって結ばれるマルスとヴィーナス』（Marte e Venere uniti dall'amore）、フリック・コレクションの『知恵と強さの寓意』（Allegoria di saggezza e forza）および『美徳と悪徳の間の選択』（La scelta tra virtù e vizio）、そしてスウェーデン国立美術館の『アドニスを悼むヴィーナス』（Venere in lutto Adone）とともに、プラハの神聖ローマ皇帝ルドルフ2世のコレクションとして1621年のインベントリに記録されている。このうち『アドニスを悼むヴィーナス』は縦長であった画面の上部が切断されているが、もともとは本作品と同じサイズであり、対作品として制作された可能性がある。
絵画は1648年のプラハの戦いで略奪に遭い、スウェーデンに渡った。さらに女王クリスティーナ、オルレアン・コレクションに所属し、1798年から1799年にかけてロンドンで売却されたのち、第7代フィッツウィリアム子爵リチャード・フィッツウィリアムのコレクションとなった。その後、所有者が死去した1816年にケンブリッジ大学に遺贈された。

## ギャラリー

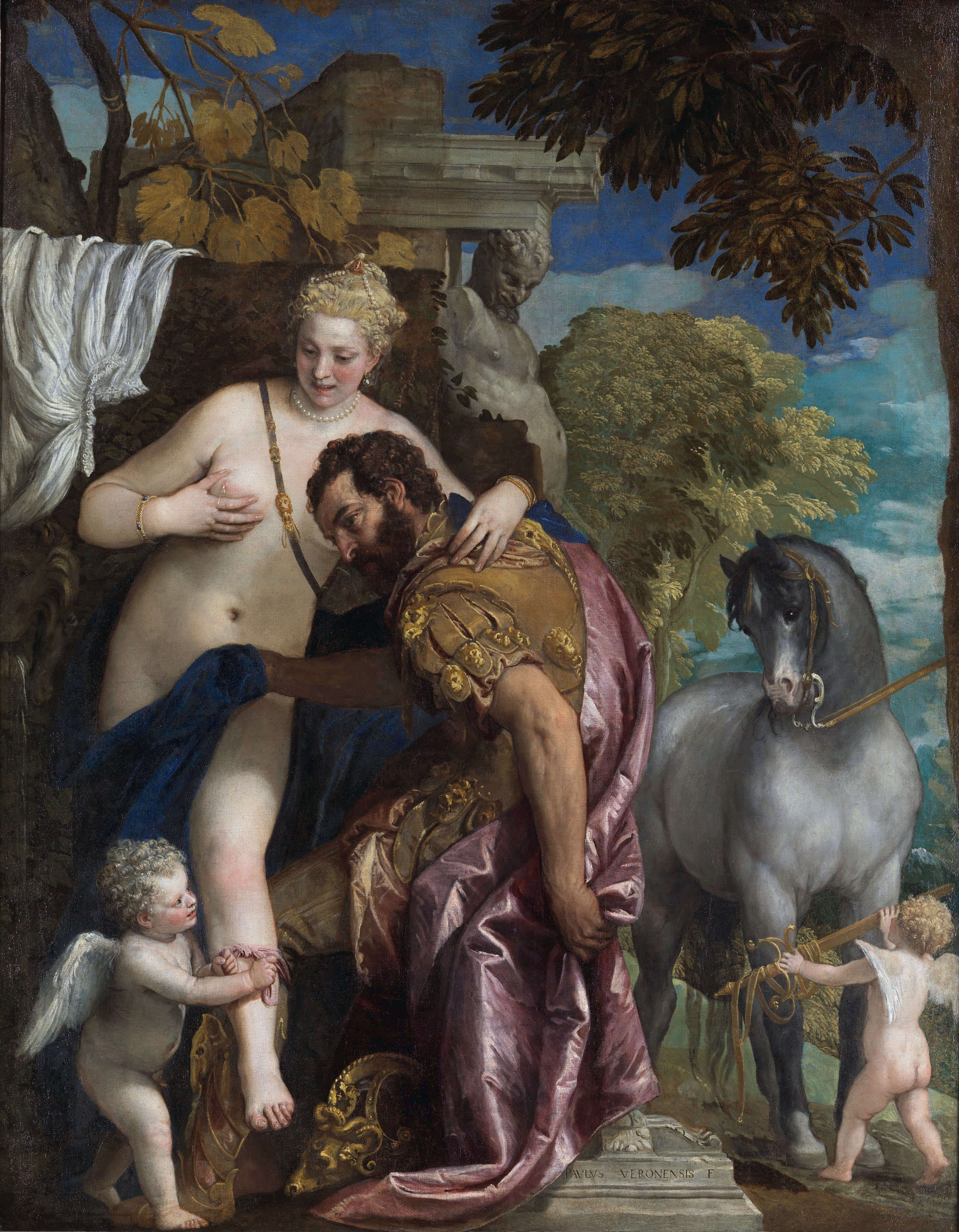
『キューピッドによって結ばれるマルスとヴィーナス』1570年頃 メトロポリタン美術館所蔵
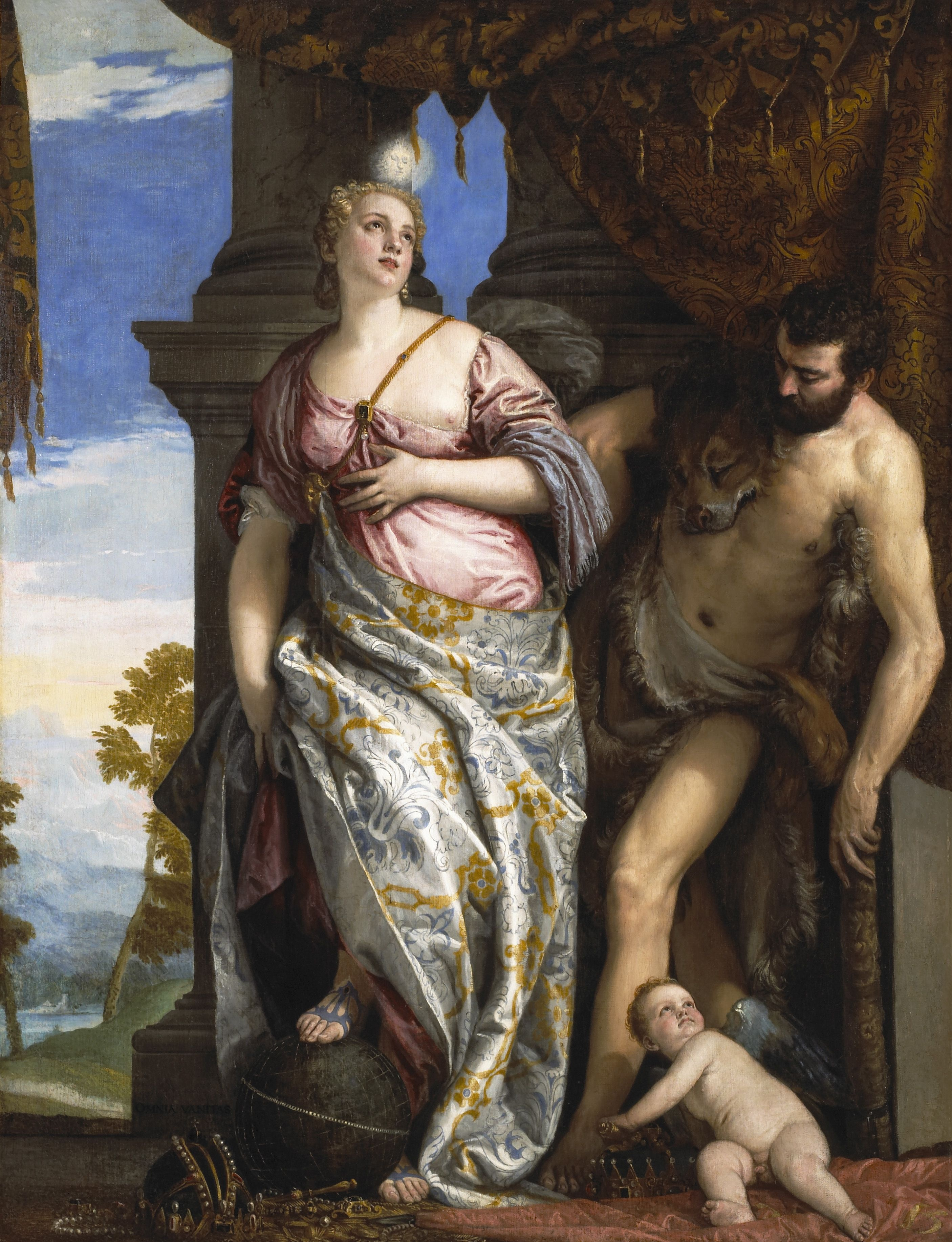
『知恵と強さの寓意』1565年頃 フリック・コレクション所蔵
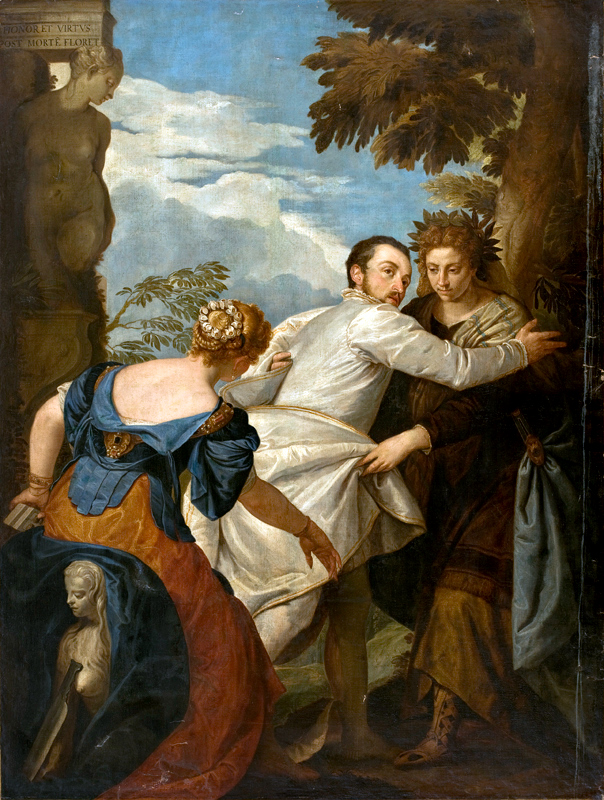
『美徳と悪徳の間の選択』1565年頃 フリック・コレクション所蔵